# Haxor
Haxorul este un cracker amator, care se folosește de uneltele de spargere a sistemelor informatice create de alții, fiind lipsit de o contribuție personală la dezvoltarea lor. Ca atare, haxorii sunt priviți de sus atât de crackerii cu experiență, cât și de hackeri. Este sinonim cu (în limba engleză): script-kiddie.